# Hartmann Antal
Hartmann Antal (Buda, 1735. április 22. – Fény, 1788. február 2.) teológiai doktor, főesperes-plébános.

## Élete
Elvégezvén ugyanott a bölcseleti tanulmányokat, Barkóczy Ferenc egri érsek 1754-ben fölvette egyházmegyéje kispapjai közé, mire Egerben hallgatta a teológiát. Tanárai voltak: Ambrosovszky Mihály, Gerstocker Antal, Török Mihály, Schmelczer János, Deli János és Kovács József. 1758. július 30-án Budán a teológiai tudományokból vitatkozott. Segédlelkész volt az egri káptalanban és a bölcselők korrepetitora. 1760-ban Károlyi Antal gróf vállaji (Szatmár megye) plébánosnak hívta meg, honnét öt és fél év mulva gróf Eszterházy Károly egri püspök Fénybe (Szatmár megye) nevezte ki lelkésznek. 1778-ban Szatmár és Ugocsa megyék főesperese lett. 1785-ben a fölajánlott egri kanonoki állást nem fogadta el, megmaradt fényi plébániájában, ahol 1788. február 2-án meghalt. Hannulik János Krizosztom öt latin elégiát írt emlékére (Pest, 1788.)

## Munkája
- Scripturae sacrae novum testamentum scholastice, & polemice explicatum, in quo & apparentes antilogiae solvuntur, et praecipui religionis orthodoxae articuli ex incorrupto verbo Dei, ac sanctorum patrum sententiis demonstrantur; et heterodoxorum graves contra scripturam sacram errores, atque ex hac pro suis sectis deprompta argumenta refutantur. M. Karolini, 1771. Három kötet. (A III. Acta apostolorum cz.)

### Kézirati munkái
- Commentaria in residuam partem Novi Testamenti;
- Prolegomena fusiora in Scripturam Sacram;
- Specimen juris canonici in titulum 49. Gregorii IX. de immunitate ecclesiarum.